# Людмилинский
Людмилинский — упразднённый посёлок в Зейском районе Амурской области России. Исключен из учётных данных в 1974 году.

## География
Посёлок располагался на левом берегу реки Сирик-Макит в месте впадения в неё ручья Счастливый, на расстоянии примерно 37 километров (по прямой) к юго-востоку поселка Огорон.

## История
По данным 1926 года на прииске Людмилинский имелось 3 хозяйства и проживало 3 мужчин. В национальном составе населения преобладали русские. В административном отношении входил в состав Дамбукинского сельсовета Зейского района Зейского округа Дальневосточного края.
Решением Амурского исполкома от 7 июня 1974 года № 253, посёлок Людмилинский исключен из учётных данных как несуществующий.